# Lastenia Tello de Michelena
Lastenia Tello de Michelena (Caracas, 25 de noviembre de 1869-ibidem, 2 de julio de 1958) fue una socialité, promotora del arte y coleccionista de arte venezolana, esposa del pintor Arturo Michelena.

## Biografía
Lastenia nace en el seno de una familia económicamente acomodada de Caracas, hija del general José Ramón Tello quien fue legislador de la Provincia de Carabobo y Mercedes Mendoza; fue la séptima hija de una familia de siete hermanas y un hermano: Josefina. Mercedes, Eulogia, Ana Elvira, Oceanía, Lastenia y Arístides.
El 3 de enero de 1890 se lleva a cabo en el Teatro Municipal de Caracas una velada en honor a Arturo Michelena, organizada por la Sociedad de Caracas y dirigida por el pintor Antonio Herrera Toro a la que asiste el general José Ramón Tello y Lastenia, donde conoce a Michelena.
El 17 de julio de 1890 contrae matrimonio con Michelena en un acto público celebrado en Caracas, al que incluso asisten el entonces Presidente de la República, Raimundo Andueza Palacios y su esposa. Después de casados, parten a París en el Vapor América en viaje de luna de miel, tiempo en el cual Michelena pinta el célebre cuadro de ella vestida de rojo, también pinta La Virgen de los Desposados como regalo de bodas. Dos años después regresan a Venezuela y se establecen en Antímano, tiempo después, en 1895, Michelena compra un terreno en La Pastora donde establece su taller y escuela de pintura.
El 29 de julio de 1898 muere Arturo Michelena de 35 años a causa de la tuberculosis y queda viuda; tras muchas disputas, en 1913 el gobierno nacional le niega la pensión de viudez, por lo que el 30 de junio de 1926, a petición de Lastenia, el presidente Juan Vicente Gómez adquiere a la nación el cuadro Pentesilea por la suma de 120.000 bolívares, dinero con el que Lastenia compra acciones de la Electricidad de Caracas, lo que le proporcionó una renta para vivir hasta su fallecimiento.
Entre 1920 y 1923, Lastenia se encargó de autentificar las obras sin firmar dejadas por Michelena.
Tras enviudar, dedicó su vida a coleccionar arte venezolano, proteger las obras y mantener vivo el legado de su esposo, razón por la cual desde 1923 abre la que fue su casa y que alguna vez sirvió de estudio y hogar del matrimonio. Posteriormente, en su testamento, donó a la nación parte de su patrimonio artístico para que fuese preservada y el 16 de junio de 1963 se funda el Museo Arturo Michelena de Caracas donde se mantienen muchas de las obras del pintor.